# اسپریا (هنرپیشه)
اِسپریا (ایتالیایی: Hesperia؛ ۹ ژوئیهٔ ۱۸۸۵ – ۳۰ مهٔ ۱۹۵۹) با نام اصلی اُلگا مامبلی بازیگر اهل ایتالیا بود.
از فیلم‌ها یا مجموعه‌های تلویزیونی که وی در آن‌ها نقش داشته‌است، می‌توان به مادام کاملیا اشاره نمود.